# Lorena Cayuela Bellver
Lorena Cayuela Bellver (Xàtiva, 1978) Mestra d'educació primària i d'audició i llenguatge, actualment finalitza els estudis de Publicitat i Relacions Públiques. Forma part del taller de poesia de la Universitat Politècnica de València. Va ser guardonada, amb el poemari Ja efímera, en el VI Certamen de Poesia Antoni Ferrer 2010 de l'Alcúdia de Crespins. Ha publicat poemes en la revista S'Esclop i ha participat en diversos recitals poètics.